# Cao Fang
En aquest nom xinès, el cognom és Cao (曹).
Cao Fang, x. 曹芳, py. cáo fāng, wg. Ts'ao-Fang (231-274), nom de cortesia Lanqing (蘭卿, wg. lan-ch'ing) va ser un emperador de Cao Wei (Regne de Wei) durant el període dels Tres Regnes de la Xina. Va retenir el títol de Príncep de Qi (齊王, py. qí wáng, wg. ch'i wang) després d'haver estat deposat per Sima Shi, i aquest és el títol que se'l coneix en els Registres dels Tres Regnes. Era un fill adoptat de Cao Rui (Emperador Ming) s'enraonava de ser net de Cao Zhang, que al mateix temps era el segon fill de Cao Cao i la Princesa Bian.